# 허리케인 리리, 보스턴 마리
〈허리케인 리리, 보스턴 마리〉(일본어: ハリケーン・リリ、ボストン・マリ 하리켄 리리, 보스톤 마리[*])는 일본의 음악 그룹 AAA의 일곱 번째 싱글이다. 2006년 5월 31일에 에이벡스 트랙스에서 발매됐다. 줄여서 "리리마리"라고 불린다.

## 개요
- 2006년 6월 4일, 발매를 기념해서 SHIBUYA@FUTURE에서 ‘리리마리 카페’를 오픈해서, CD 구입자 특전과 멤버 참가 추첨회, 리리마리 카페 오리지널 드링크, 초레어 아이템의 전시 등을 행했다.
- 2006년, 《베스트 히트 가요제》 2006 ‘골드 아티스트상’ 수상곡.
- 〈허리케인 리리, 보스턴 마리〉의 후렴구에는 손을 얼굴 옆에서 수평으로 돌리는 댄스가 있으며, 라이브에서는 이 댄스를 이용해서 관객이 수건을 휘젖는다.
- 《ALL/2》《ALL》《ATTACK ALL AROUND》에는 스에요시 슈타의 솔로 파트가 수록되어있다. 또 《#AAABEST》에 수록되어있는 새로운 버전에 대해서도 스에요시 슈타의 솔로 파트는 수록되어있다.
- 지금까지의 싱글은 타이틀곡과 반주곡의 2개의 트랙으로 구성되어있었지만 이 싱글 이후에는 라이브 버전이 수록되게 됐다. 또, 그에 반해서 가격도 올랐다(300엔 정도).
- 곡 자체로는 약 6분이지만, PV는 스토리가 있어서 9분을 넘고 있기에 비교적 약간 길다.

## 수록내용

### CD+DVD
CD
1. 허리케인 리리, 보스턴 마리(ハリケーン・リリ、ボストン・マリ)
  - 작사 · 작곡: 마시마 마사토시 / 편곡: 이에하라 마사키

TV 아사히계열 드라마 《7인의 여변호사》 주제가
전 THE HIGH-LOWS의 멤버인 마시마 마사토시(더 크로마뇽즈)에 의한 제공곡.
2. BLOOD on FIRE LIVE ver.
3. 허리케인 리리, 보스턴 마리 (Instrumental)

DVD
1. 허리케인 리리, 보스턴 마리 (Music Clip)
AAA의 멤버가 무인도에 표류하는 스토리로 구성.

### CD ONLY
1. 허리케인 리리, 보스턴 마리
2. BLOOD on FIRE LIVE ver.
3. 허리케인 리리, 보스턴 마리 (Instrumental)